# Antri
Antri är en ort i Indien.   Den ligger i distriktet Gwalior och delstaten Madhya Pradesh, i den centrala delen av landet, 300 km söder om huvudstaden New Delhi. Antri ligger 266 meter över havet och antalet invånare är 9 787.
Terrängen runt Antri är platt. Runt Antri är det tätbefolkat, med 297 invånare per kvadratkilometer. Närmaste större samhälle är Gwalior, 19,4 km norr om Antri. Trakten runt Antri består till största delen av jordbruksmark.